# Alice Nesti
Alice Nesti (Pistoia, 18 luglio 1989) è una nuotatrice italiana.

## Carriera
Con Alice Mizzau, Diletta Carli e Federica Pellegrini, ha costituito la prima staffetta femminile italiana 4x200m stile libero vincitrice dell'oro ai Campionati europei, a Debrecen (Ungheria) nel 2012.
In questa manifestazione ha ottenuto anche un bronzo, nella staffetta 4x100m stile libero.  
Nello stesso anno anche la partecipazione alle Olimpiadi di Londra, sempre con la staffetta 4x200m stile libero che in finale ha ottenuto il settimo posto (6º tempo assoluto ottenuto nelle qualificazioni). 
Finalista in più occasioni ai campionati mondiali assoluti, universiadi e altro. 
Più volte medaglia d'argento e bronzo ai campionati assoluti italiani, principalmente nei 200m e 400m stile libero, e medaglia d'oro nelle staffette 4x100 e 4x200 SL. 
Nel 2005 campionessa italiana giovanile nei 200m misti, argento nei 200m dorso e bronzo nei 100m dorso.

## Palmarès
- Europei

Debrecen 2012: oro nella 4x200m sl e bronzo nella 4x100m sl.